# Remetea Mică

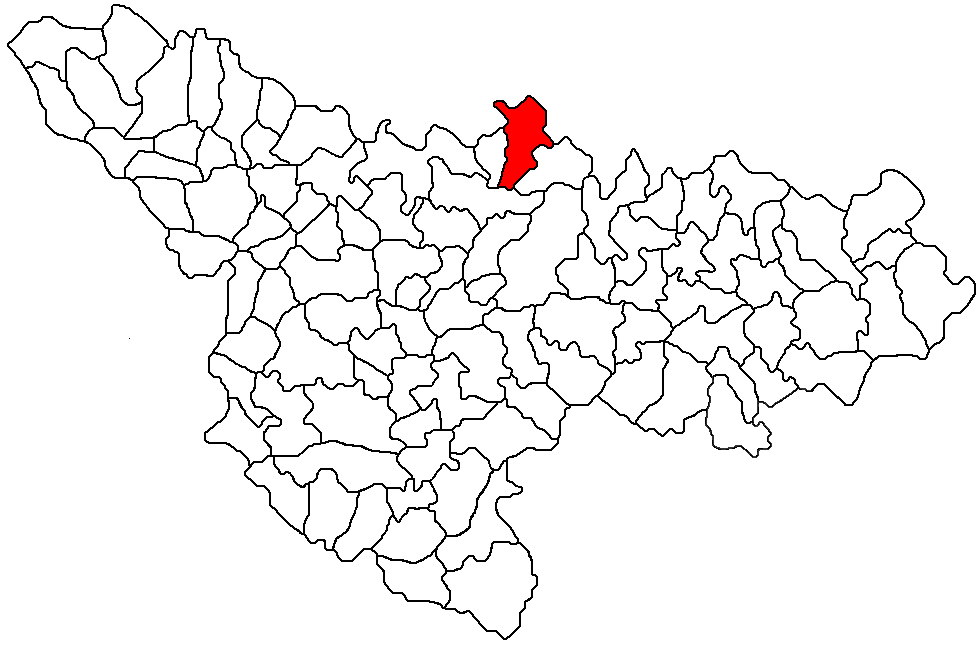
Lage der Gemeinde Mașloc im Kreis Timiș

Remetea Mică (auch Remetea Germană; deutsch Königshof, ungarisch Németremete, serbisch Мали Ремете, Mali Remete) ist ein Dorf im Kreis Timiș, Banat, Rumänien. Remetea Mică gehört zur Gemeinde Mașloc.

## Nachbarorte
| Mașloc  | Alioș                                       | Charlottenburg |
| Fibiș   | Kompassrose, die auf Nachbargemeinden zeigt | Bogda          |
| Pișchia | Bencecu de Sus                              | Buzad          |

## Etymologie
Bei der Gründung wurde der Ort nach Anton von König, Staatsreferendar der Kaiserin Maria Theresia, Königshof benannt. Im Zuge der Magyarisierung erhielt das Dorf gegen Ende des 19. Jahrhunderts die amtliche Bezeichnung Németremete. Nach dem Anschluss an Rumänien wurde die offizielle Bezeichnung erst Remetea Germană und später Remetea Mică.

## Geschichte
Ein Ort namens Remethe ist bereits 1332 in den Urkunden erwähnt. 1773 wurden die Ortschaften Königshof und Greifenthal auf den Ruinen des von den Türken zerstörten Remethe mit deutschen Siedlern angelegt. Königshof hatte bei der Gründung 30 Häuser. 1783 wurden die Einwohner aus Greifenthal, wegen andauernden Angriffen seitens der rumänischen Bevölkerung aus Fibiș nach Königshof umgesiedelt. Die Einwohnerzahl von Königshof betrug nun 600 Einwohner.
Die Zahl der deutschen Bevölkerung stieg später durch Binnenwanderung stark an. Massive Zuwanderungen fanden 1908 und in den Jahren 1936–1938 statt.
Am 4. Juni 1920 wurde das Banat infolge des Vertrags von Trianon dreigeteilt. Der größte, östliche Teil, zu dem auch Königshof gehörte, fiel an das Königreich Rumänien.
Infolge des Waffen-SS Abkommens vom 12. Mai 1943 zwischen der Antonescu-Regierung und Hitler-Deutschland wurden alle deutschstämmigen wehrpflichtigen Männer in die deutsche Armee eingezogen.
Noch vor Kriegsende, im Januar 1945, fand die Deportation aller volksdeutschen Frauen zwischen 18 und 30 Jahren und Männer im Alter von 16 bis 45 Jahren zur Aufbauarbeit in die Sowjetunion statt.
Das Bodenreformgesetz vom 23. März 1945, das die Enteignung der deutschen Bauern in Rumänien vorsah, entzog der ländlichen Bevölkerung die Lebensgrundlage. Der enteignete Boden wurde an Kleinbauern, Landarbeiter und Kolonisten aus anderen Landesteilen verteilt. Anfang der 1950er Jahre wurde die Kollektivierung der Landwirtschaft eingeleitet.

## Verwaltung
Bis 1779 war Königshof Teil des kaiserlichen Kronlands Banat. Zwischen 1779–1849 und 1867–1918 war es Teil des Königreichs Ungarn.
Von 1849–1867 gehörte Königshof zur Woiwodschaft Serbien und Temescher Banat.
Von 1918 bis 1947 war es Teil des Königreichs Rumänien, in der Zeitspanne 1948–1965 gehörte es zur Volksrepublik Rumänien, 1965–1989 zur Sozialistischen Republik Rumänien und seit 1990 zu Rumänien.

## Demografie
1783 lebten 600 Personen in dem neu gegründeten Ort. 1910 bei einer Bevölkerung von 750 Einwohnern waren 17 Ungarn, 694 Deutsche und 39 Rumänen. 704 von ihnen waren römisch-katholisch, 8 protestantisch und 38 griechisch-orthodox. Nach dem Zweiten Weltkrieg ist ein stetiger Rückgang der Gesamtbevölkerung von Remetea Mică zu verzeichnen. Vor allem aber sank die Anzahl der deutschen Einwohner, bedingt durch Auswanderung. 2002 lebten noch vier Deutsche im Dorf.
| 1880 | 601 | 43  | 83 | 469 | 6   |
| 1910 | 750 | 39  | 17 | 694 | -   |
| 1930 | 741 | 15  | 20 | 700 | 6   |
| 1977 | 636 | 97  | 23 | 342 | 174 |
| 2002 | 519 | 310 | 11 | 4   | 194 |